# Mariusz Puchalski
Mariusz Puchalski (ur. 21 stycznia 1953 w Górze, zm. 17 lutego 2021) – polski aktor teatralny i okazjonalnie reżyser.

## Życiorys
W 1975 roku ukończył studia na Wydziale Aktorskim Państwowej Wyższej Szkoły Filmowej, Telewizyjnej i Teatralnej im. Leona Schillera w Łodzi. Debiutował 24 października 1974 roku na deskach Teatru Studyjnego PWSFTviT w Łodzi, w roli Pantalona w „Turandot. Księżniczce chińskiej” Carlo Gozziego w reżyserii Waldemara Wilhelma.
Pracował w Teatrze Polskim we Wrocławiu (1975-1978), Teatrze Polskim im. Hieronima Konieczki w Bydgoszczy (1978-1982), Teatrze Polskim w Poznaniu (1982-1993). Ponadto był związany z Lubuskim Teatrem im. Leona Kruczkowskiego w Zielonej Górze, Moim Teatrem w Poznaniu, Sceną na Piętrze oraz Teatrem Wielkim im. Stanisława Moniuszki w Poznaniu. Od 1993 roku pracował w Teatrze Nowym im. Tadeusza Łomnickiego w Poznaniu, gdzie był reżyserem, scenarzystą i autorem tekstów kabaretu aktorskiego RAZ.
Laureat Nagrody Prezydenta Miasta Bydgoszczy (1982), Białego Bzu (1988) oraz Nagrody Jury Młodych XIII Festiwalu Dramaturgii Współczesnej „Rzeczywistość przedstawiona” w Zabrzu (2013). W styczniu 2013 otrzymał odznakę honorową „Zasłużony dla Kultury Polskiej”.
Pochowany na cmentarzu Miłostowo w Poznaniu

## Filmografia
- 1986: Kryptonim „Turyści” – wywiadowca w Poznaniu (odc. 1)
- 1989: Normalne serce – Ned Weeks
- 2009: Świnki – właściciel straganu z krasnalami